# Meidling
Meidling () è il dodicesimo distretto di Vienna, in Austria ed è situato nella zona sud-ovest della città.